# Bataille de la Marne (1918)
Pour la première bataille de la Marne, voir Bataille de la Marne (1914).
 (août 2010).
Si vous disposez d'ouvrages ou d'articles de référence ou si vous connaissez des sites web de qualité traitant du thème abordé ici, merci de compléter l'article en donnant les références utiles à sa vérifiabilité et en les liant à la section « Notes et références ».
Première Guerre mondiale
Batailles
Offensive du printemps :
- Opération Michael
- Lys (1918)
- Aisne (1918)
- Bois Belleau
- Montdidier
- Noyon
- Hamel
- Marne (1918)

La seconde bataille de la Marne, parfois appelée bataille de Reims, est une série d'offensives allemandes et de contre-offensives alliées, qui se sont déroulées dans le Nord-Est de la France du 27 mai au 6 août 1918, avec des événements décisifs du 15 au 20 juillet 1918.
Cet épisode de la Première Guerre mondiale s'est soldé par une victoire décisive des Alliés.

## Contexte et prélude
Libérées du front de l’Est par le traité de Brest-Litovsk, les divisions d'infanterie allemandes sont amenées rapidement par le chemin de fer pour renforcer le front de l'Ouest, en vue d'une offensive que l'Empire allemand souhaite décisive.

### Offensive Michael

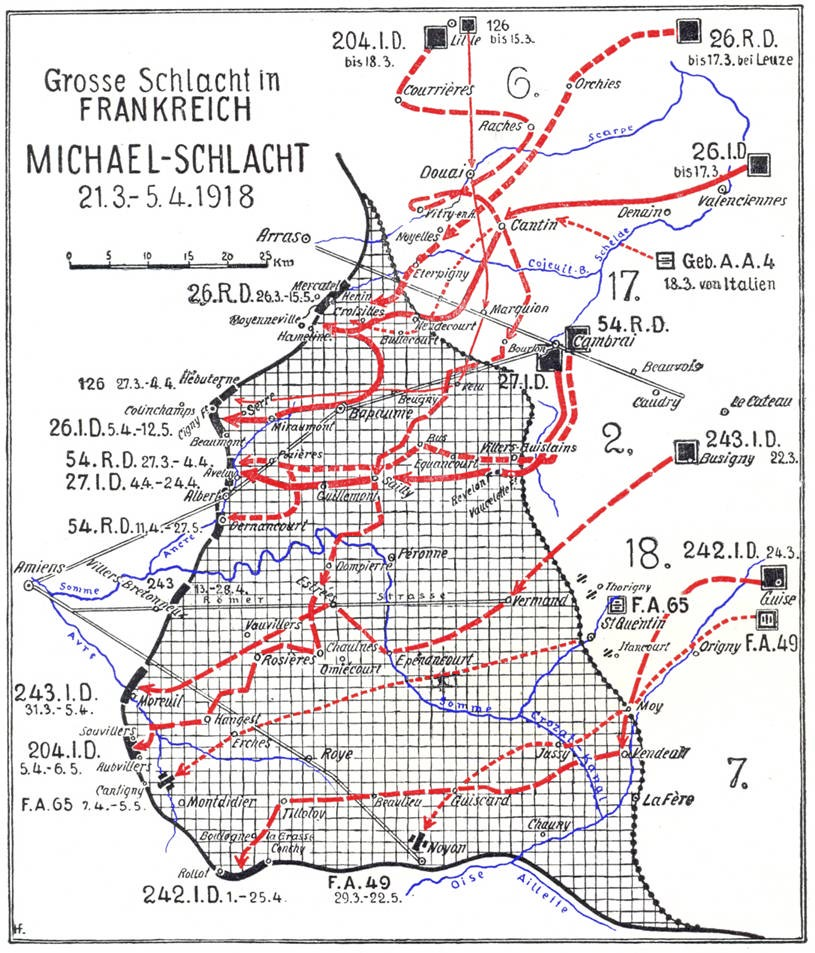
Operation Michael (sur le front de l'Aisne et de la Marne), opération allemande du printemps 1918 appelée également bataille de l'Empereur.

L'« opération Michael » commença le matin du 21 mars 1918 en Picardie, par un bombardement d'artillerie assez court mais extrêmement violent. Avant que les défenseurs britanniques étourdis ne puissent réagir, des équipes spéciales de troupes d'assaut allemandes sortirent du brouillard et de la fumée pour attaquer ou contourner les points stratégiques des lignes. Pris par surprise, débordés et submergés, les défenseurs reculèrent sur tout le front, une large brèche s'ouvrit, permettant aux Allemands d'avancer de plus de 50 km. Plus de 160 000 Britanniques furent mis hors de combat.
Mais la percée ne réussit pas, parce qu'Erich Ludendorff, qui ne rencontrait pourtant que peu d'opposition sur sa gauche, continua à concentrer ses réserves devant Arras, où la résistance britannique devint de plus en plus forte. Malgré les appels désespérés de Haig, Foch refusa d'engager ses réserves restreintes. Haig dut faire venir d'urgence des renforts du Royaume-Uni et le QG britannique dut retirer des divisions d'autres théâtres d'opérations.
Ce n'est que le 28 mars que Ludendorff songea brusquement aux possibilités qui se présentaient du côté de la Somme, pour effectuer une percée rapide et décisive en direction de Paris, mais il était trop tard. Deux jours auparavant, les Alliés s'étaient mis d'accord pour confier au général Foch le commandement unique sur le front occidental. Un de ses premiers actes de commandement fut d'employer une partie de ses maigres réserves pour boucher la dangereuse brèche sur la Somme. Au début d'avril 1918, l'offensive Michael était arrêtée dans la région de Montdidier.

## Offensives allemandes du 27 mai au 18 juillet 1918

### Offensive dans l’Aisne

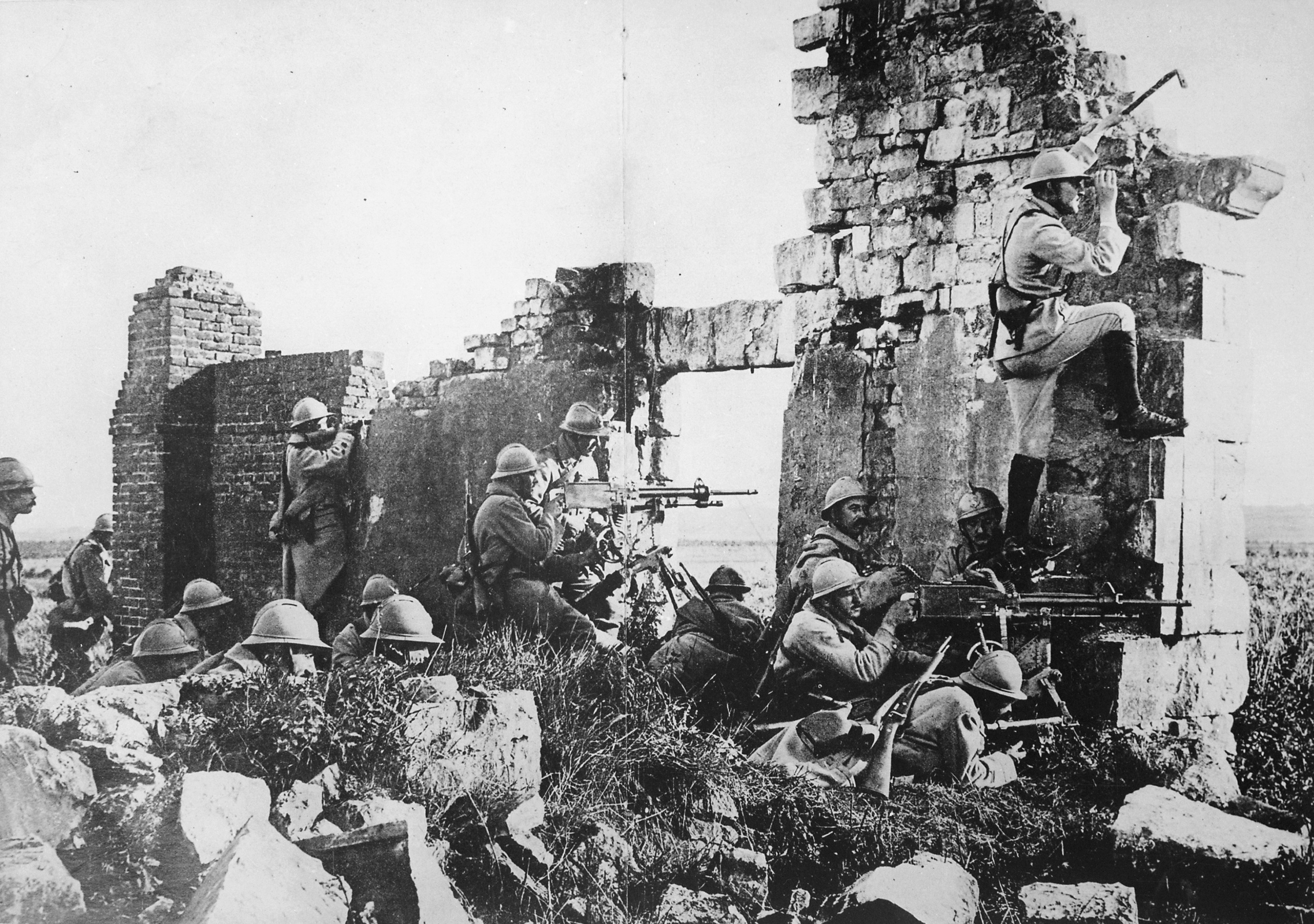
Troupes françaises sous le commandement du général Gouraud, avec leurs mitrailleuses parmi des ruines d'une église près de la Marne, repoussant les Allemands. 1918.

Ludendorff concentre 42 divisions sous le commandement de von Boehn, chef de la VIIe armée, qui tient le front entre Pontoise-lès-Noyon et Berry-au-Bac. L'aile gauche de la VIIe armée est prolongée par 4 divisions de la Ire armée (von Below) qui occupent le secteur de Berry-au-Bac à Reims et prendront part à l'attaque.
Le 27 mai, l’offensive allemande se déclenche près de l’Aisne, à partir du Chemin des Dames, où, l’année précédente, les Français avaient initialement échoué dans une attaque meurtrière. La préparation d’artillerie commence par des tirs d’obus à gaz, puis devient mixte, mais avec plus de cinquante pour cent d’obus toxiques. Après le 5 juin, 5 autres divisions seront encore engagées, soit au total 47 divisions, correspondant à près de 60 françaises.

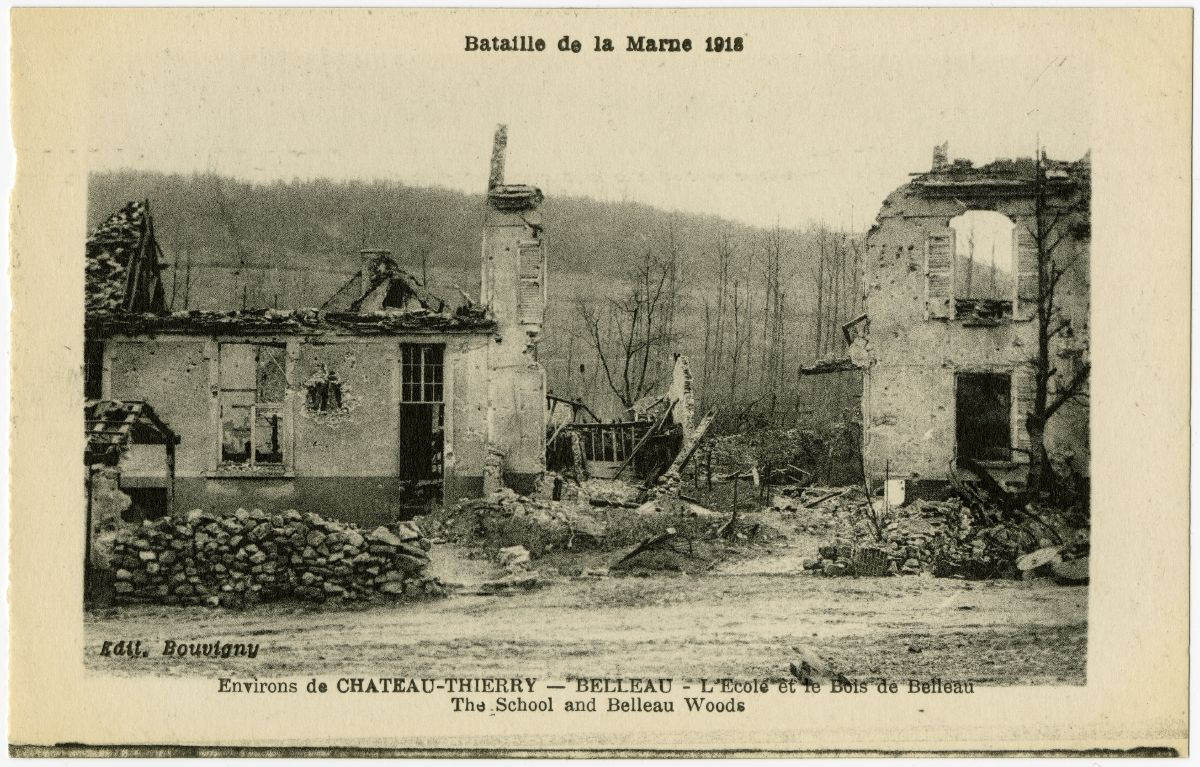
L'école de Belleau après la bataille.

L’offensive s’arrête dix jours plus tard en raison de l'épuisement des assaillants, mais ceux-ci ont avancé de 45 km, pris Château-Thierry et sont à 70 km de Paris. Ils devaient absolument tâcher de rectifier leurs lignes, en conquérant du terrain entre les deux saillants importants près d'Arras et de Reims (ce dernier tenu avec ténacité par le général Petit et sa 134e D.I.), et un autre plus petit le long de la Lys. Ils appliquèrent d'abord leur effort aux deux zones qui encadraient Compiègne, en attaquant par les deux flancs le 9 juin. Mais leur offensive était assez mal organisée et ils durent subir eux-mêmes des attaques au gaz moutarde, de sorte que les troupes françaises, bien secondées par la 2e division d’infanterie américaine à Bois-Belleau et à Vaux, purent résister.

### Friedenssturm

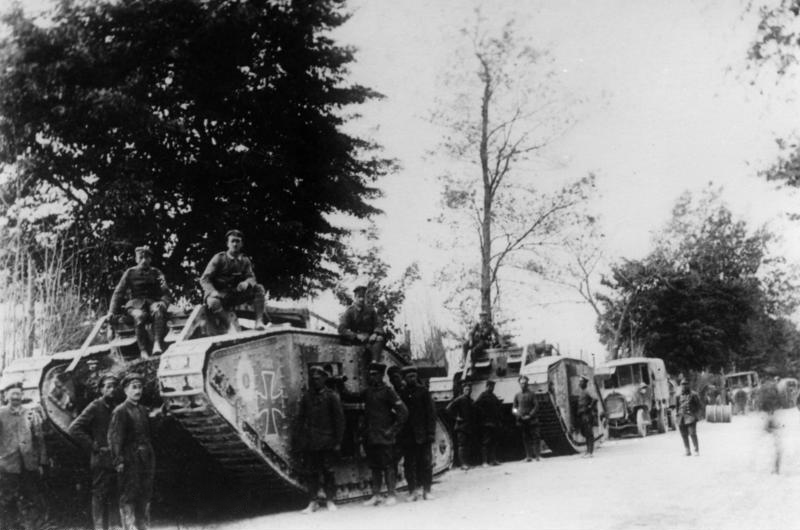
Chars Mark IV britanniques aux mains des Allemands entre l'Aisne et la Marne.

Pressés d'en finir et hypnotisés, comme en 1914, par Paris qu'ils menacent à la fois par la vallée de l'Oise au nord, par les vallées de l'Ourcq et de la Marne à l'est, les Allemands décident une nouvelle offensive, plus formidable encore. C'est le « Friedenssturm » ou « offensive de la paix ».
Ludendorff projette, par une attaque frontale, de séparer les armées alliées du nord de celles de l'est, en tournant d'une part, Verdun par Sainte-Menehould et la vallée de l'Aisne supérieure, d'autre part, Reims et la montagne de Reims par la vallée de la Marne.
Pendant toute la journée du 15 juillet, malgré les épais rideaux de fumée qui les dissimulent, les avions alliés repèrent les ponts jetés sur la Marne et les bombardent à faible altitude. Ils en détruisent plusieurs et précipitent les troupes et les convois dans la rivière.
Ensuite, ils attaquent à la mitrailleuse les troupes qui ont débouché sur la rive sud. Trente passerelles moins vulnérables sont installées. Malgré un léger avantage tactique acquis au sud-ouest de Reims et sur la Marne, l'offensive de Ludendorff a complètement échoué en Champagne. Renonçant à tourner Reims par l'est, il cherche à déborder la montagne de Reims par le sud. 
Il tente une manœuvre périlleuse, dictée autant par la témérité que par la méconnaissance des ressources des Alliés qu'il croit épuisées, et s'acharne en direction d'Épernay. Ludendorff jette ses troupes sans compter, s'efforçant ainsi d'atteindre le but fixé. Il lance par cinq fois, en cinq endroits différents, de grosses attaques, mais dans l'ensemble, il est repoussé.
En effet, auparavant, entre le 11 et le 13 juin 1918, le 2e corps d'armée italien s'était déployé le long de la rivière Ardre (Marne), intégré dans la Ve armée française. Le général Albricci établit son état-major à Hautvillers. À partir du 14 juillet, lors des violents combats de Bligny, les troupes italiennes parviennent à stopper l'offensive au prix de 4 000 morts et 4 000 prisonniers, empêchant l'armée allemande de s'emparer de son objectif sur ce secteur du front, à savoir la ville d'Épernay. Dans la vallée de l'Ardre, Ludendorff doit même se défendre contre des retours offensifs.

## Les contre-offensives alliées du 18 juillet au 6 août

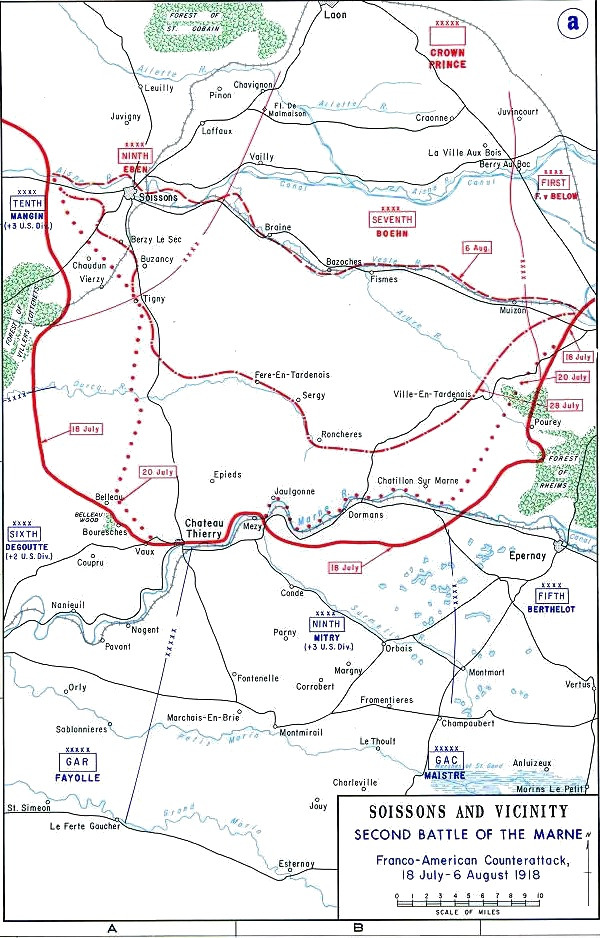
Les contre-offensives alliées.

Au moment même où les divisions allemandes se massent vers le flanc est de la poche, l'équivalent de 21 divisions alliées se hâtent vers le flanc ouest à partir de la forêt de Villers-Cotterêts.
Le colonel Grasset, dans l'ouvrage la Grande guerre racontée par les combattants, édition 1922, donne un descriptif intéressant des troupes alliées qui se sont élancées à partir du 18 juillet 1918 pour la seconde bataille de la Marne : 

« Les 26e, 69e, 167e, 168e, 169e, 164e, 418e, 265e, 72e, 91e, 136e, 23e, 42e, 128e, 48e, 70e, 71e, 9e, 11e, 20e, 8e, 110e, 208e, 133e, 152e, 170e, 174e, 409e régiments d'infanterie française ; les 1er, 4e, 8e, 9e zouaves français ; les 7e, 8e, 9e tirailleurs algériens ; les 1er et 4e mixtes zouaves-tirailleurs ; les 2e, 4e, 41e, 43e, 59e bataillons de chasseurs à pied ou alpins français ; les régiments marocains, malgaches et russes, ainsi que la 1re division d'Infanterie américaine, la Big red one, se ruent à l'assaut. Enfin les nouveaux chars Renault FT sont employés pour la première fois et rencontrent le succès partout où ils sont engagés. »

En deux jours, le nombre des prisonniers dépasse 17 000 hommes et 360 canons ont été capturés. Surpris, les Allemands engagent 4 divisions de renfort au centre. Vers 18 heures, ils ont repris Vierzy, mais sans le garder. Les Alliés sont à moins de 15 kilomètres de la gare de Fère-en-Tardenois, l’unique voie ferrée étant sous le feu de l'artillerie. Le 20, les Allemands prélèvent des divisions sur les armées voisines et engagent la 5e division de la Garde contre l'armée Degoutte, deux divisions et des éléments retirés de la Marne, contre l'armée Mangin.

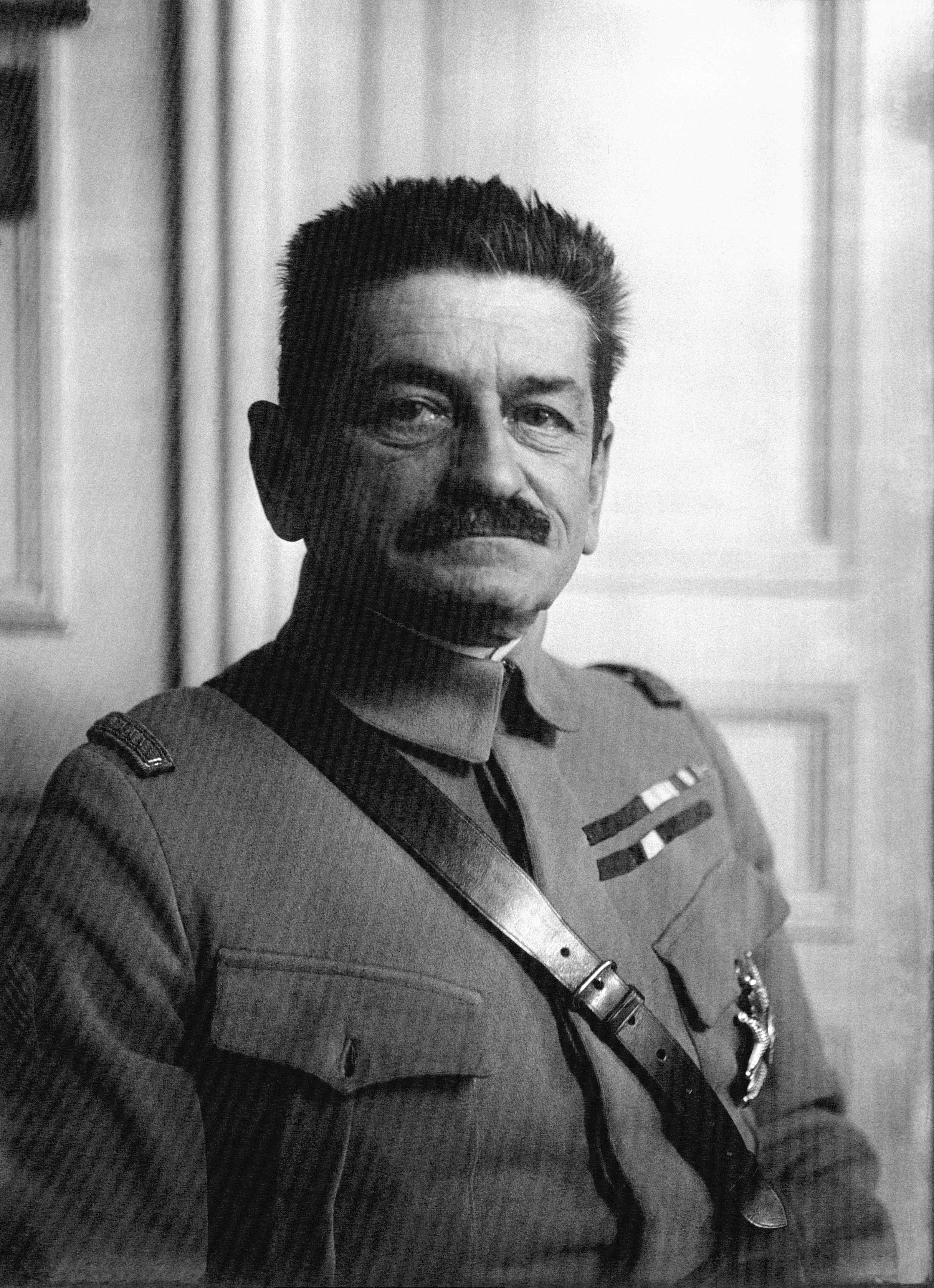
Général Mangin.

Malgré ces renforts, le 28 juillet la gare est prise par les Alliés et le 7 août tout le terrain est repris. Les chars d’assaut ont prouvé leur efficacité : grâce à eux, pour la première fois de la guerre, l'offensive reprend l'avantage face à la défense qui avait enlisé le front pendant plus de trois ans.

### Offensive de Mangin (Xearmée) entre l'Oise et l'Ourcq
- 18 juillet 1918 :
  - progression du 1er corps d'armée dans la vallée de l'Aisne
  - engagement du 11e corps d'armée, 20e corps d'armée et du 30e corps d'armée dans la bataille du Soissonnais et de l’Ourcq
- 29 juillet 1918 : engagement du 11e corps d'armée, 20e corps d'armée et du 30e corps d’armée dans la bataille du Tardenois
- 2 août 1918 : réoccupation de Soissons par le 1er corps d'armée

### Offensive de Degoutte (VIearmée) entre l'Ourcq et la Marne

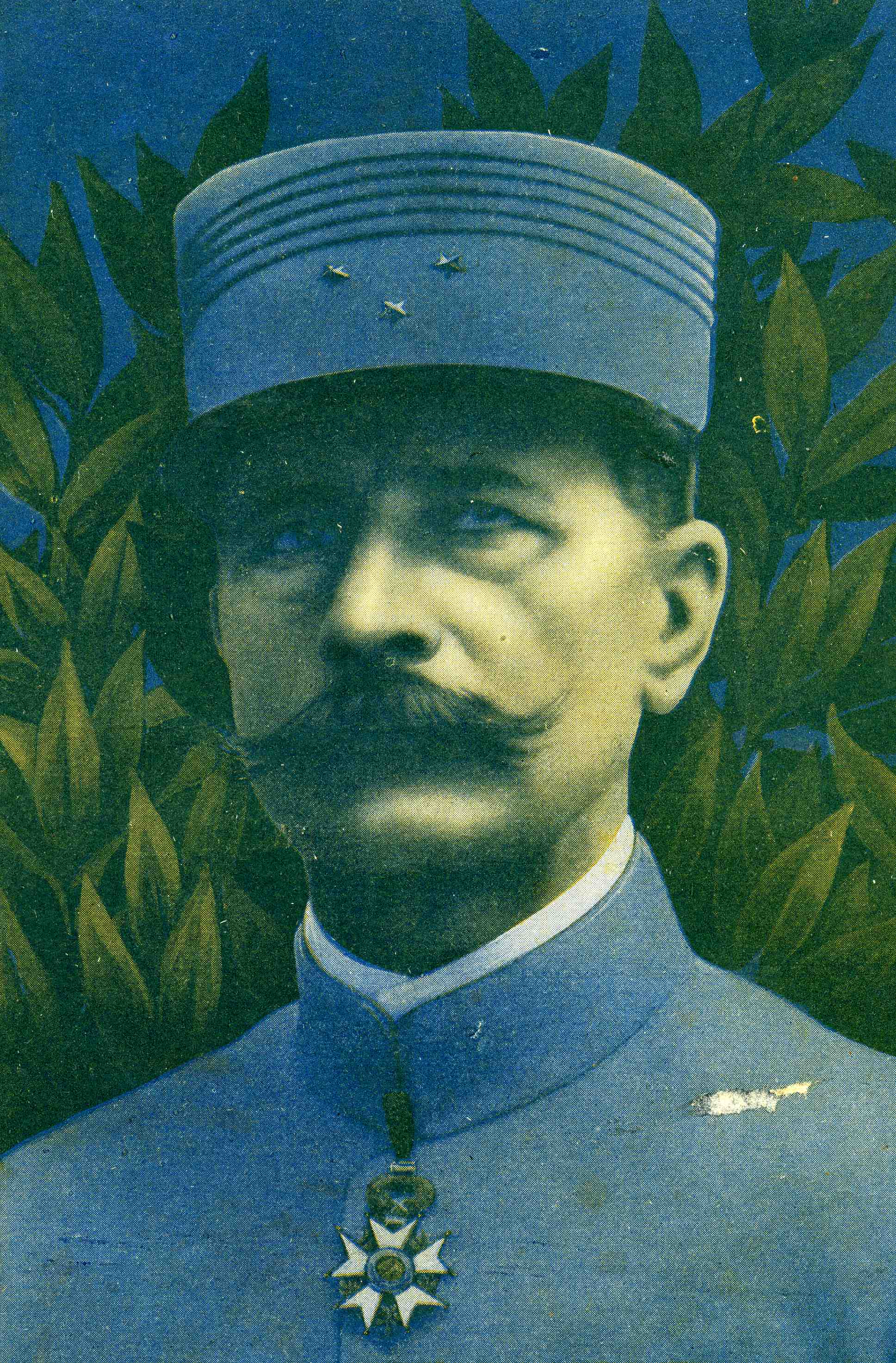
Général Degoutte.

Cette offensive du général Degoutte s'appuie sur 9 divisions dont 3 américaines
- 18 juillet 1918 : deuxième bataille de la Marne, du Soissonnais et de l’Ourcq
- 21 juillet 1918 : bataille de Château-Thierry
- 29 juillet 1918 : bataille du Tardenois

### Offensive de de Mitry (IXearmée) au sud de la Marne
L'offensive menée sous les ordres du général Antoine de Mitry s'est déroulée comme suit :
- 17 juillet 1918 : introduction de la IXe armée sur le front entre Festigny-les-Hameaux à droite et Vaux à gauche
- 18 juillet 1918 : engagement dans la deuxième bataille de la Marne : offensive vers la Marne
- 20 juillet 1918 : franchissement de la Marne
- 25 juillet 1918 : retrait du front

### Offensive de Berthelot (Vearmée) à l'ouest de Reims

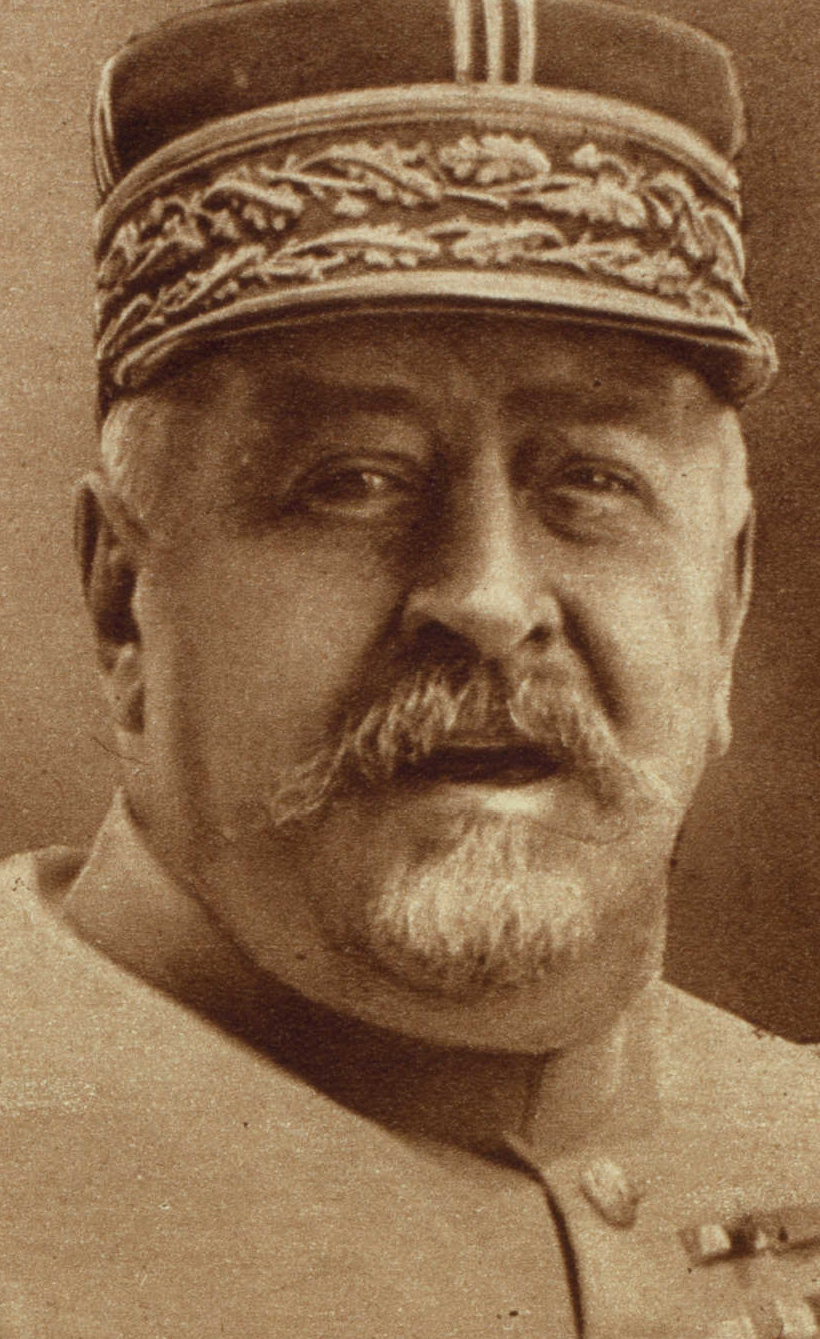
Général Berthelot.

Cette offensive du général Berthelot repose sur 16 divisions dont 2 italiennes et 3 américaines
- 18 juillet au 6 août 1918 : progression au nord de la Marne, combats sur l’Ardre et à l’ouest de Reims

## Bilan
Le décret du 7 août, nommant le général Foch maréchal de France, motivait cette nomination par le simple résumé des résultats obtenus dans la deuxième victoire de la Marne : 

« ... Paris dégagé, Soissons et Château-Thierry reconquis de haute lutte, plus de 200 villages délivrés, 35 000 prisonniers allemands, 700 canons allemands capturés, 3 300 mitrailleuses allemandes capturées, les espoirs hautement proclamés par l’ennemi avant son attaque écroulés, les glorieuses armées alliés jetées dans un seul élan victorieux des bords de la Marne aux rives de l’Aisne, tels sont les résultats d’une manœuvre aussi admirablement conçue par le haut commandement français que superbement exécutée par des chefs et des soldats incomparables. »

Mais, le nouveau maréchal pense déjà à réduire les saillants de Montdidier et de la Lys et va engager la troisième bataille de Picardie.

## Médaille et diplôme
- TARDENOIS 1918, SACONIN 1918, BREUIL 1918  sont inscrits sur le drapeau des régiments cités lors de cette bataille.

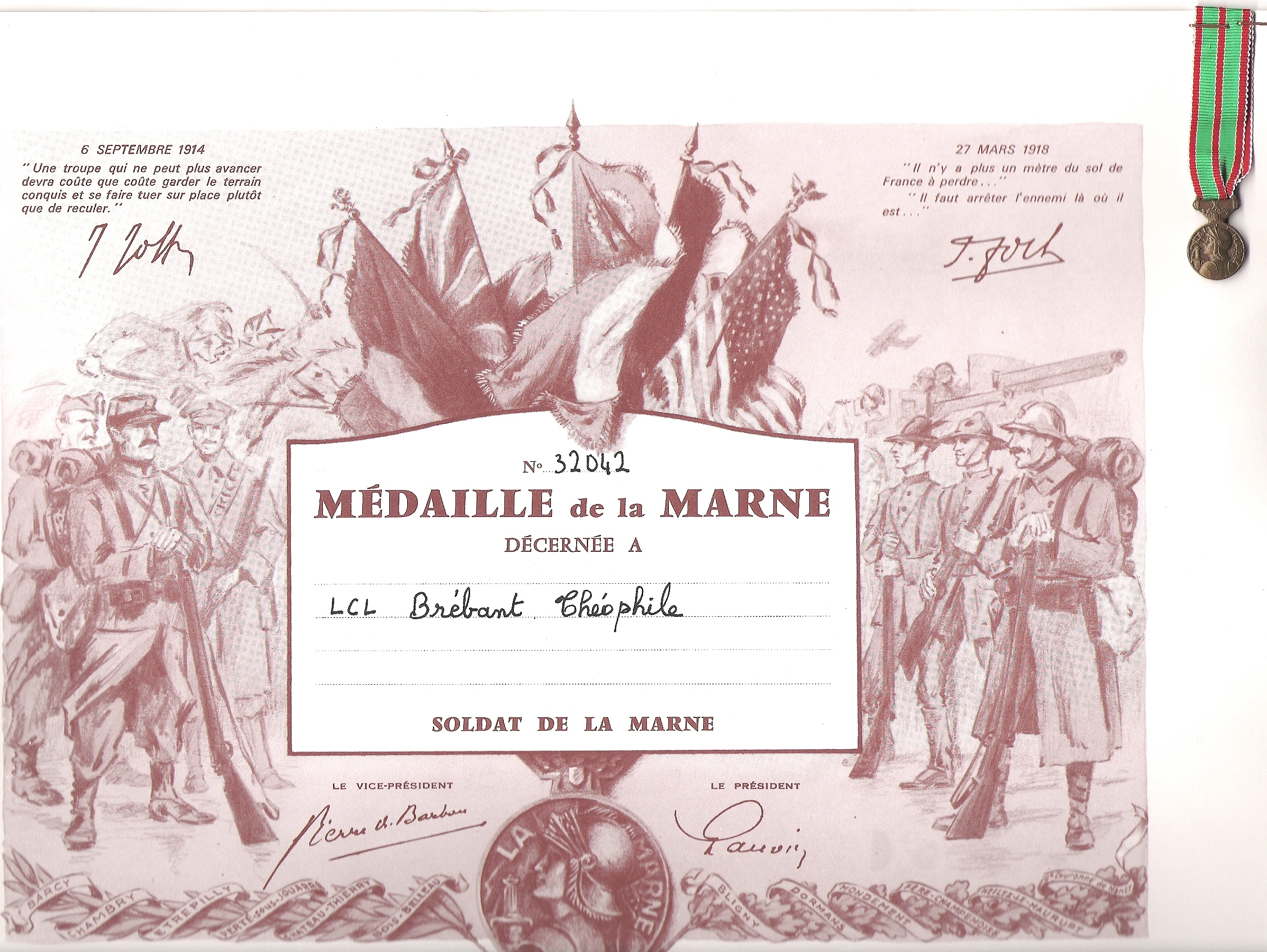
Diplôme de la bataille de la Marne décerné au lieutenant-colonel Brébant du 48e R.I., les honneurs à nos morts, signé général Joffre, général Foch.

## Lieux de mémoire

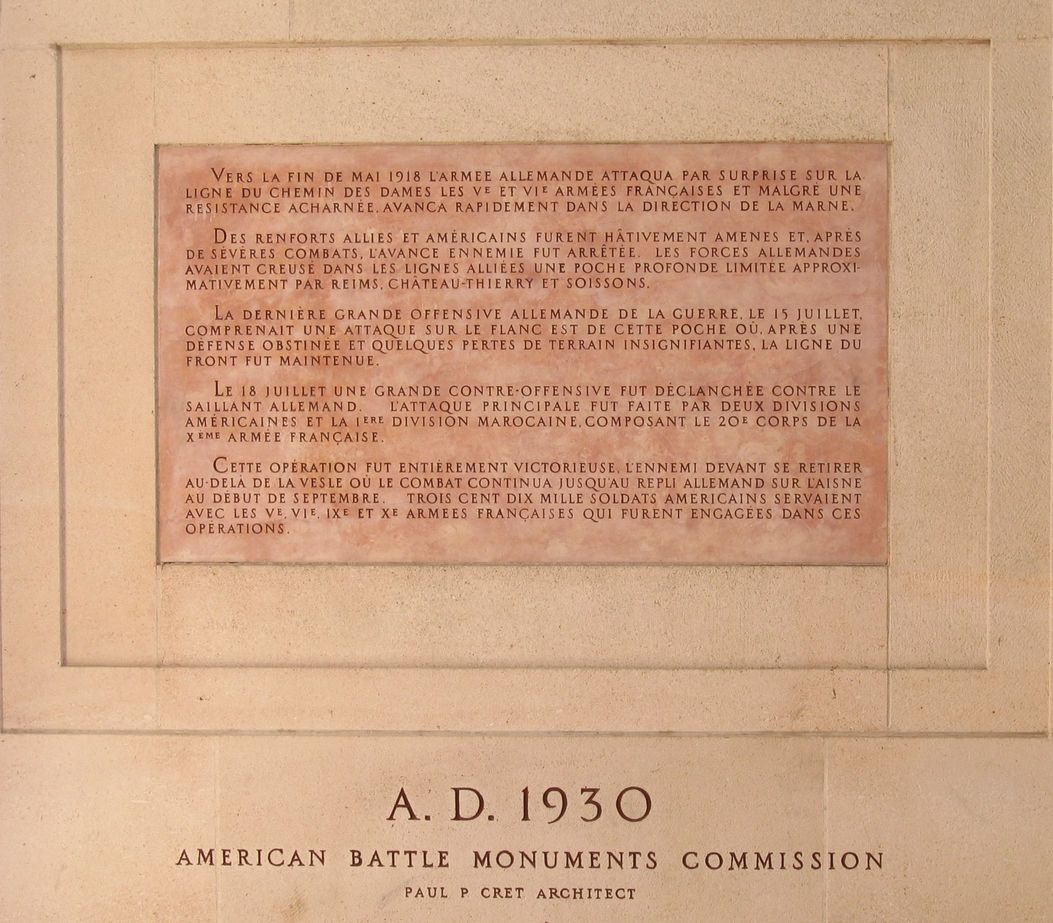
Texte commémoratif sur le monument américain de Château-Thierry.

- Belleau (Aisne), l'ensemble du bois est dédié à la bataille homonyme, avec un mémorial dans une clairière au centre du bois ainsi qu'un musée qui se trouve dans le centre du village..

- Château-Thierry (Aisne), l'impressionnant monument américain surplombe la ville et comporte une carte et un descriptif de la seconde bataille de la Marne. Le descriptif du monument est toutefois critiquable, exaltant uniquement la gloire des soldats américains. Pas loin de vingt divisions françaises ont participé activement à la contre-attaque du 18 au 27 juillet 1918. 200 000 soldats français ont été tués ou blessés du 15 au 30 juillet 1918.

- Oulchy-le-Château (Aisne), Les Fantômes est une sculpture de Paul Landowski érigée à l'endroit précis où se décida le sort de la seconde bataille de la Marne.

- Dormans (Marne) :
  - dans le cimetière, la statue d'un poilu bleu horizon défie les années et l'oubli. Il veille sur les deux tombes mitoyennes de René Guibert de la classe 1915 et André Faille de la classe 17. Les 1 500 soldats inconnus reposent dans l'ossuaire où a été déposée de la terre de Dachau et de Monte Cassino.
  - Derrière le château, le mémorial des batailles de la Marne commémore les événements. Sur le livre d'or, quelqu'un a écrit cette phrase : « Les seuls combats perdus sont ceux que l'on abandonne. »